# Victor-Maximilien Potain
Victor-Maximilien Potain (né à Versailles en 1759 et mort à Paris le 19 juillet 1841) est un peintre français.

## Biographie
Fils de l'architecte Nicolas Marie Potain, Victor-Maximilien intègre l'Académie royale de peinture et de sculpture en 1778, et suit les enseignements de François-André Vincent et Jean-Jacques Lagrenée. Prix de quartier en 1778, il obtient un second grand prix de Rome en 1781 (pour Le supplice des Macchabées). Il se présente de nouveau au concours du Prix de Rome, sans succès, en 1782 (La parabole de l'enfant prodigue) et 1784 (La Cananéenne aux pieds du Christ, Lyon, musée des Beaux-Arts). Il obtient finalement le prix de Rome en 1785 avec Horace tue sa sœur Camille (Paris, école nationale supérieure des Beaux-Arts). Il séjourne à l'Académie de France à Rome entre 1785 et 1790. De retour à Paris, il expose plusieurs fois au Salon. En 1793, il présente plusieurs grandes toiles aux sujets tirés de l'Histoire antique : Tibère présente au Sénat le fils de Germanicus, Acte civique des Athéniens, Télémaque présentant à Eutique la tête du sanglier, Trahison de Cyrus envers son frère Artaxercès, Fabinus faisant monter dans son char les Vestales. Au Salon de 1796, il n'expose que des dessins, et ne présente que deux portraits au Salon de 1798. Il meurt à Paris en 1841.

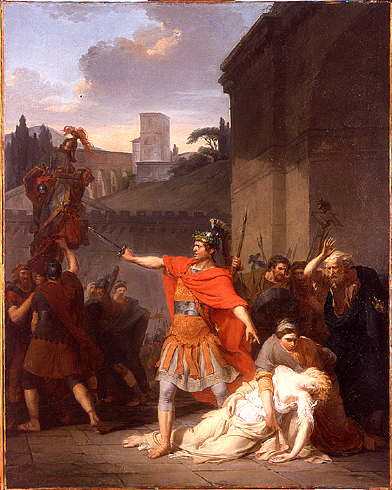
Horace tue sa sœur Camille, 1785, Paris, école nationale supérieure des Beaux-Arts
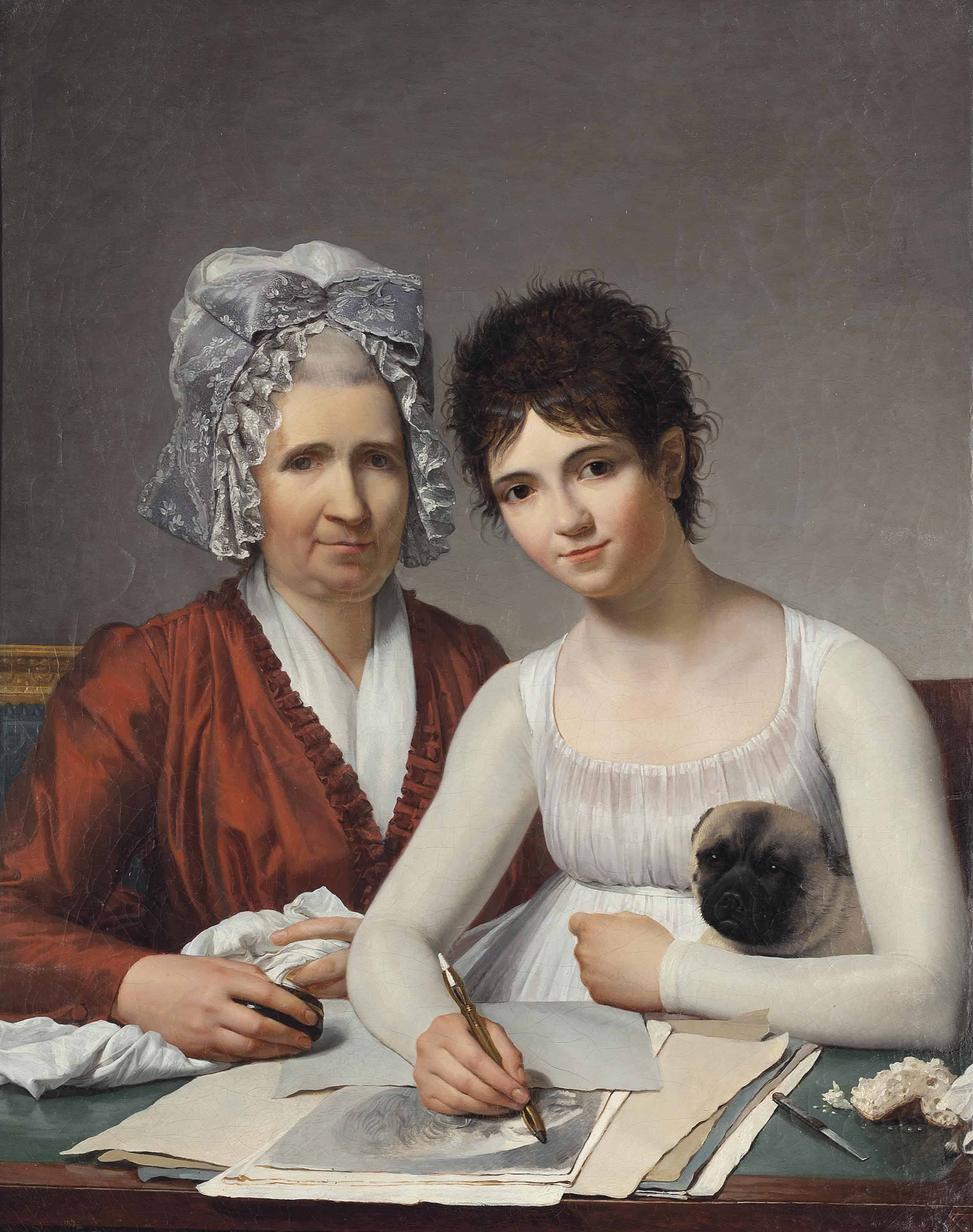
Marie-Adrienne Rousseau, née Potain, soeur de l'artiste, avec sa fille Rose-Marie-Charlotte